# TV Marajoara
TV Marajoara foi uma emissora de televisão brasileira sediada em Belém, capital do estado do Pará. Operava no canal 2 VHF e era uma emissora própria da Rede Tupi. Fundada em 1961, foi a primeira emissora de televisão do estado, e foi extinta em 1980 devido a cassação da concessão da emissora por conta da crise dos Diários Associados.

## História
A TV Marajoara foi inaugurada em 30 de setembro de 1961, como a primeira emissora de televisão do estado do Pará e a primeira da região Norte do Brasil, além de ser a 12.ª emissora própria da Rede de Emissoras Associadas, que naquele mesmo mês também havia inaugurado emissoras próprias em Goiânia e Vitória. Assim como essas duas emissoras, o canal 2 não possuía concessão para operar, e sua situação foi regularizada em decreto assinado pelo primeiro-ministro Tancredo Neves, em 15 de março de 1962.
No início, a TV Marajoara possuía vasta programação local, que contava com telejornais, programas de auditório e telenovelas produzidas em seus estúdios e no Teatro da Paz, no centro da cidade. Enlatados como filmes, desenhos e séries despachados de avião pela TV Tupi São Paulo também completavam a grade. Com poucos dias no ar, também foi responsável por realizar sua primeira transmissão externa ao vivo, com a cobertura do Círio de Nazaré.
Com o advento das transmissões via satélite, a programação local foi sendo substituída pela retransmissão em rede de atrações da Rede Tupi, e o quadro de funcionários foi diminuindo aos poucos. A concorrência também se intensificou com a chegada da TV Guajará em 1967, e da TV Liberal em 1976.
Embora estivesse financeiramente saudável, a TV Marajoara e outras seis emissoras da Rede Tupi tiveram suas concessões cassadas em 18 de julho de 1980, por dívidas com a previdência social e corrupção financeira dos Diários Associados, que estavam envoltos em uma crise financeira desde a morte de Assis Chateaubriand em 1968. A emissora levou seu sinal ao ar pela última vez até a madrugada daquele dia, quando encerrou sua programação depois de exibir o filme Tempos Difíceis, à 0h17. Durante a manhã, um técnico do DENTEL apareceu às 9h20 para lacrar os transmissores da emissora, antes que ela iniciasse suas transmissões regulares.

## Posteriormente
No dia seguinte ao fechamento da TV Marajoara, os 96 funcionários da emissora enviaram um abaixo-assinado à Brasília pedindo o reexame da decisão do governo e declarando que a emissora estava com os salários, previdência, FGTS e demais impostos em dia. No entanto, a decisão não foi revertida. Em 23 de julho, o Governo Federal abriu uma concorrência pública para as concessões de TV cassadas. O Grupo Silvio Santos adquiriu cinco concessões, entre elas a do canal 2 VHF de Belém, que durante o processo de implantação, teve a concessão alterada para o canal 5 VHF. Em 2 de setembro de 1981, entrou no ar a TVS Belém (hoje SBT Pará), O canal 2 voltou ao ar apenas em 1987, com a TV Cultura do Pará.
Em 1982, o proprietário da TV Guajará, Lopo de Castro Júnior, comprou os antigos estúdios da TV Marajoara que ficavam na Avenida São Jerônimo (atual Avenida Governador José Malcher), para servir como a nova sede do canal 4 e das rádios Guajará AM e FM. A emissora chegou a construir uma nova torre metálica de 105 metros de altura, em substituição a velha torre de concreto que havia sido condenada e demolida por problemas estruturais. O canal 4 utilizou as instalações até 1997, quando a Rede Boas Novas, que comprou a TV Guajará em 1995, migrou a sua sede para o Seminário Teológico da Assembleia de Deus (SETAD), no Marco. Atualmente, o prédio é utilizado por uma unidade do Colégio Integrado, enquanto a torre de transmissão é operada pela TV Grão Pará.
O acervo de imagens da TV Marajoara foi repassado à TV Guajará, sendo que parte dele, por economia de custos, acabou tendo as fitas reutilizadas para gravação de novos conteúdos, segundo o ex-diretor da emissora, José Paulo Costa. Quando a TV Guajará foi vendida para a Boas Novas em 1995, estas fitas foram doadas, junto com outros equipamentos históricos de ambas as emissoras, para o Museu da Imagem e do Som do Pará. Outra parte do acervo ficou em posse dos Diários Associados, e acabou se extraviando na década de 1990 junto com arquivos de fotos e exemplares do jornal A Província do Pará quando o grupo se desfez do periódico.